# The Hotel (Brüssel)
The Hotel (ehemals The Hilton Hotel) ist ein Hotelgebäude in der belgischen Hauptstadt Brüssel. Es befindet sich im Inneren Ring der Stadt, in unmittelbarer Nähe zum Justizpalast.
Die Bauarbeiten an dem Turm begannen im Jahr 1963 und wurden 1967 vollendet. Das Gebäude hat eine Höhe von 99 Metern die sich auf 30 Etagen verteilen. Zur Zeit der Fertigstellung war das damalige The Hilton Hotel das höchste Hotelgebäude der Stadt und des Landes, es konnte diesen Titel aber nur zwei Jahre lang halten. Noch heute zählt es zu den höchsten Gebäuden in Belgien und ist nach dem Manhattan Center am Rande des Quartier Nord das zweithöchste Hotelgebäude der Stadt und des Landes.